# Thomas Wolfe
Pour les articles homonymes, voir Wolfe.
Œuvres principales
Look Homeward, Angel,
Thomas Clayton Wolfe, né le 3 octobre 1900 à Asheville en Caroline du Nord et mort le 15 septembre 1938 à Baltimore dans le Maryland, est un écrivain américain.
Auteur de quatre longs romans ainsi que de nombreuses nouvelles et pièces de théâtre, Wolfe est connu pour ses écrits d'inspiration autobiographique portés par une prose très riche et une volonté acharnée de découvrir et d'explorer l'essence de la vie américaine de son époque. L'écrivain américain William Faulkner l'a qualifié de meilleur talent de sa génération et a loué le désir qu'avait Wolfe de « faire rentrer la totalité de l'expérience humaine en littérature ».
Son premier roman Look Homeward, Angel a établi sa notoriété en 1929 et a notamment fait scandale à Asheville, d'où Wolfe était originaire et où la majorité de l'action du roman prend place.

## Biographie

### Jeunesse
Thomas Wolfe est le huitième enfant de William Oliver Wolfe (1851–1922) et Julia Elizabeth Wolfe née Westall (1860–1945). Il est le cadet d'une fratrie composée de Leslie E. Wolfe (1885–1886), Effie Nelson Wolfe (1887–1950), Frank Cecil Wolfe (1888–1956), Mabel Elizabeth Wolfe (1890–1958), Grover Cleveland Wolfe (1892–1904), Benjamin Harrison Wolfe (1892–1918) et Frederick William Wolfe (1894–1980). Deux des enfants n'atteindront pas l'âge adulte.
Les Wolfe résident au 92 Woodfin Street à Asheville, où Thomas est né. Son père est tailleur de pierre et vend des pierres tombales. Sa mère héberge des pensionnaires et travaille à acquérir des propriétés immobilières. En 1904, elle ouvre une pension de famille à St. Louis à l'occasion de l'Exposition universelle. C'est durant ce séjour que Grover meurt à 12 ans de la fièvre typhoïde ; son décès sera évoqué dans un épisode du roman Look Homeward, Angel et constituera le sujet de la nouvelle The Lost Boy.

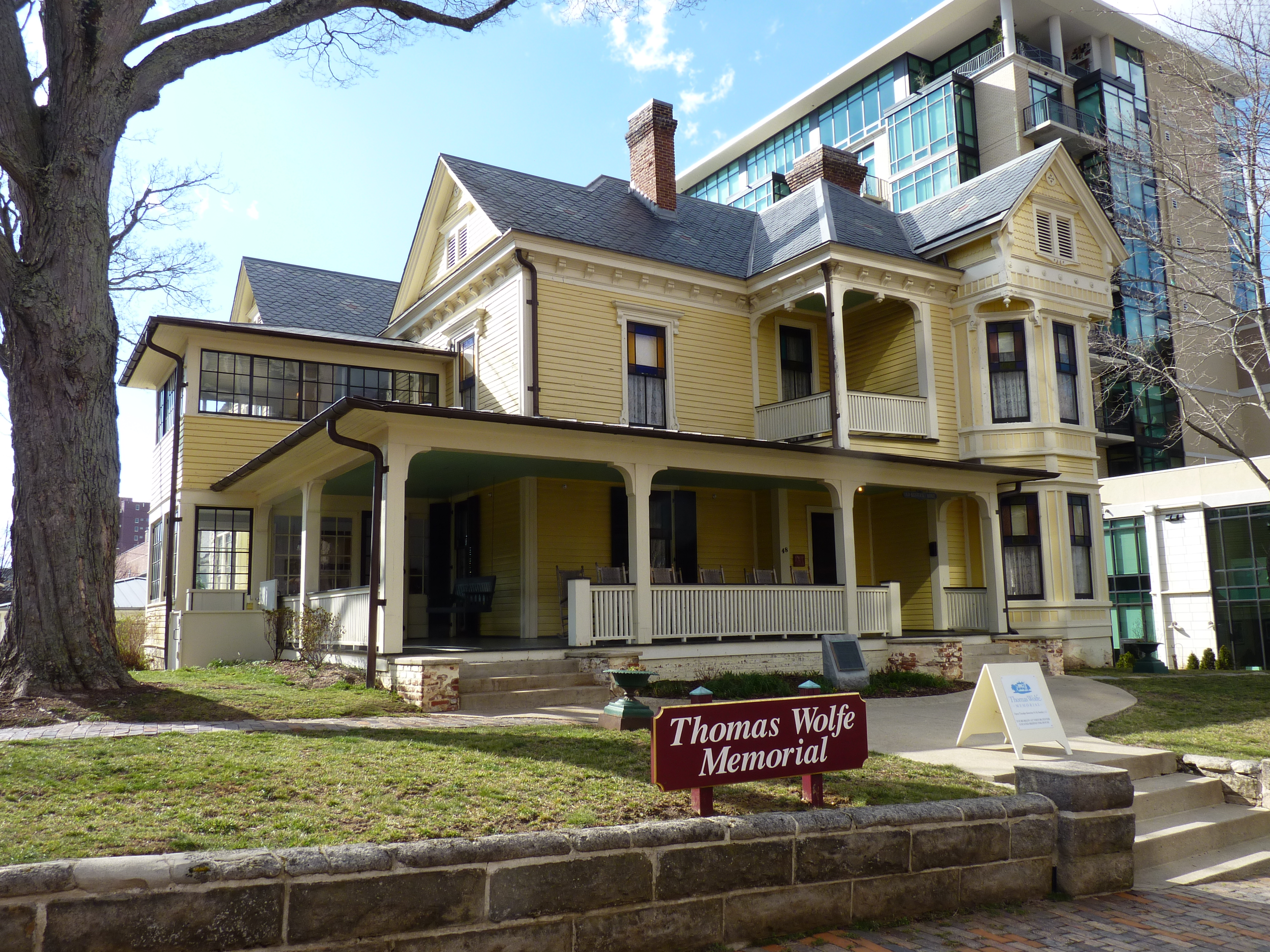
Thomas Wolfe Memorial
48 Spruce Street, Asheville

En 1906, Julia Wolfe achète une pension de famille nommée "Old Kentucky Home" au 48 Spruce Street, Asheville, où elle s'installe avec son fils cadet, alors âgé de six ans, tandis que le reste de la famille demeure toujours dans la maison de Woodfin Street. Thomas vit dans la pension avec sa mère jusqu'à son départ pour l'université en 1916. C'est dans cette maison que se trouve aujourd'hui le Thomas Wolfe Memorial. Le frère de Thomas, Benjamin, dont il était très proche, y décèdera à l'âge de 26 ans, un évènement également relaté dans Look Homeward, Angel.
En 1912, Wolfe est invité à rejoindre les bancs d'un nouveau lycée privé nommé North State Fitting School, dirigé par John et Margaret Roberts. Margaret apporte son soutien au jeune Thomas et l'encourage dans ses lectures et ses études littéraires et poétiques. Thomas lui dédicacera plus tard un exemplaire de son roman Look Homeward, Angel où il la désigne comme "la mère de mon esprit".
En 1915, à l'âge de 15 ans, Wolfe décide d'aller étudier à l'université. Il lui faut convaincre sa famille (aucun de ses frères et sœurs n'a reçu d'éducation supérieure, à l’exception de Fred qui a financé ses propres études) et ses professeurs; Margaret Roberts estime en effet qu'il est trop jeune et devrait attendre une année de plus. Le jeune homme désire se rendre à Princeton, mais sa mère s'y oppose en raison du prix, et Wolfe choisit alors l'Université de Virginie. Son père désapprouve cependant ce choix et décide à sa place qu'il se rendra à l'Université de Caroline du Nord à Chapel Hill, où il aura plus de chances de former des contacts dans la région pour préparer une carrière politique. Après un conflit quotidien avec son père concernant le choix de l'université, Thomas finit par céder.

### Carrière
Wolfe sort diplômé de l’université Harvard en 1922 après des études de dramaturgie. Commencent de longs et vains efforts pour faire accepter ses pièces. Alors que certains de ses anciens camarades se font déjà produire sur Broadway, Wolfe ne parvient pas à percer dans le monde du théâtre. En 1924, il se voit contraint d'accepter un emploi de professeur d'anglais dans une branche de l'Université de New York afin de gagner sa vie. Il y travaillera par intermittence jusqu’en 1930. En 1925, sur le bateau le ramenant à New York après un voyage en Europe, il rencontre Aline Bernstein, qui devient sa maîtresse. Mariée, de dix-huit ans son aînée, Bernstein travaille dans l'industrie du théâtre où elle conçoit des décors pour la scène. Malgré la facilité de nouer des contacts pour faire accepter ses pièces par l'intermédiaire de sa nouvelle maîtresse, Wolfe cumule les échecs et ne parvient pas à s'établir comme dramaturge. Son hostilité progressive envers ce monde du théâtre new-yorkais contre lequel il aura lutté en vain sera parfois à l'origine de ses querelles tumultueuses avec Aline.
Wolfe se tourne alors vers d'autres moyens d'expression littéraire. Lorsqu'il commence à prendre des notes et à rédiger des ébauches pour un roman, il réalise qu'il n'aura jamais le temps de se consacrer pleinement à l'écriture tant qu'il continuera de travailler à l'Université de New York, où il passe énormément de temps à corriger consciencieusement les copies de ses étudiants en ajoutant de longs commentaires au verso des pages. À l'approche de l'été 1926, Aline Bernstein, qui s'apprête à retourner en Europe et souhaite encourager la carrière d'écrivain de son amant, lui propose de le soutenir financièrement pendant six mois afin qu'il puisse se consacrer exclusivement à l'écriture. Après quelques pérégrinations en France et en Angleterre, où Aline présente Wolfe à James Joyce lors d'une brève entrevue, elle repart aux États-Unis et Wolfe reste à Londres où il commence la rédaction de ce qui deviendra Look Homeward, Angel. Le titre de son roman est alors "The Building of a Wall" ("la construction d'un mur"). Rejeté par de nombreux éditeurs, il voit finalement le jour chez les Éditions Scribner en 1929. Le livre déclenche un scandale; les citoyens d'Asheville sont scandalisés par la façon dont la ville est dépeinte.
En 1931, Wolfe s’installe à Brooklyn, où il vit entouré de meubles sinistres et très modestes. Il travaille beaucoup, d’une façon peu méthodique, en révisant sans cesse ses textes. Of Time and the River, publié en 1935, est un succès. Le succès est poursuivi par de nombreux problèmes, quelques poursuites judiciaires, des lettres de chantage et une dispute importante avec les Éditions Scribner. Il change finalement d’éditeur et signe un contrat chez Harper's pour son prochain livre.
En juin 1938, Wolfe fait un voyage en Colombie-Britannique durant lequel il contracte ce que les médecins ont supposé être une pneumonie ayant entraîné une tuberculose et une méningite. Il meurt à l’hôpital de Baltimore le 15 septembre 1938.

## Influence et hommages
De nombreux écrivains américains ont proclamé leur admiration pour Wolfe ou l'ont mentionné comme une influence majeure, parmi lesquels Jack Kerouac, Philip Roth ou encore Ray Bradbury, qui est allé jusqu'à coller des extraits de l’œuvre de Wolfe dans ses propres livres et à le faire intervenir comme personnage. Évoqué par un des protagonistes du roman "Par le vent pleuré" (Éditions du Seuil, 2017, pages 135-136) de Ron Rash. 
Le philosophe français Gilles Deleuze a mentionné Wolfe dans son Abécédaire.
L'écrivain français Marc-Édouard Nabe a fait plusieurs fois son éloge dans son journal intime.
Le film Genius du réalisateur britannique Michael Grandage, sorti en France le 27 juillet 2016, évoque la relation de Thomas Wolfe, interprété par l'acteur Jude Law avec son éditeur Maxwell Perkins interprété par Colin Firth. Perkins, éditeur remarquable qui découvrit aussi F. Scott Fitzgerald, Ernest Hemingway et bien d'autres, a tout de suite reconnu son génie et l’a considéré jusqu’à sa mort comme le fils qu’il n’a pas eu.